# لاک‌دشت (ساری)
لاک‌دشت، روستایی است از توابع بخش مرکزی شهرستان ساری در استان مازندران ایران .

## جمعیت
این روستا در دهستان میان‌دورود کوچک قرار داشته و براساس آخرین سرشماری مرکز آمار ایران که در سال ۱۳۸۵ صورت گرفته، جمعیت آن 200نفر (۸۲خانوار) بوده‌است.